# Квинт Тиней Клемент
Квинт Тиней Клемент (лат. Quintus Tineius Clemens) — римский государственный деятель конца II века.

## Биография
Род Клемента происходил из этрусского города Волатерры. Его отцом был консул 158 года Квинт Тиней Сакердот Клемент. Кроме того, у него было два брата: консул 182 года Квинт Тиней Руф и консул 219 года Квинт Тиней Сакердот.
О карьере Клемента известно только лишь то, что в 195 году он занимал должность ординарного консула вместе с Публием Юлием Скапулой Тертуллом Приском. Больше о нём нет никаких сведений.